# Yasuhiro Nakanishi
Yasuhiro Nakanishi (中西 やすひろ Nakanishi Yasuhiro?) es un guionista de anime japonés.

## Trayectoria
Anteriormente perteneció al grupo Brother Noppo. Principalmente trabajaba en guiones para videojuegos, pero tras la disolución de Brother Noppo en 2014, se trasladó a Scenario Studio Gekko, donde ha estado trabajando en guiones para anime.

## Trabajos

### Series de televisión
| Año  | Anime                                                                                 | Estudio                     | Funciones                                                  | Refs.                |
| ---- | ------------------------------------------------------------------------------------- | --------------------------- | ---------------------------------------------------------- | -------------------- |
| 2015 | Mini Hama: Minimum Hamatora                                                           | Lerche                      | Composición de la serie Guionista (#1-10)                  | [ 3 ]                |
| 2016 | Shōwa Genroku Rakugo Shinjū                                                           | Studio Deen                 | Guionista (#4, 7, 11)                                      | [ 4 ]                |
| 2016 | Saijaku Muhai no Bahamut                                                              | Lerche                      | Guionista (#5, 9-10)                                       | [ 5 ]                |
| 2017 | Shōwa Genroku Rakugo Shinjū: Sukeroku Futatabi-hen                                    | Studio Deen                 | Guionista (#2, 6, 9)                                       | [ 6 ]                |
| 2017 | BanG Dream!                                                                           | Xebec Issen                 | Guionista (#3, 6-8, 10, 12)                                | [ 7 ]                |
| 2017 | The iDOLM@STER SideM                                                                  | A-1 Pictures                | Guionista (#9, 11)                                         | [ 8 ]                |
| 2018 | IDOLiSH7                                                                              | Troyca                      | Guionista (#6, 10, 14)                                     | [ 9 ]                |
| 2018 | Irozuku Sekai no Ashita kara                                                          | P.A. Works                  | Guionista (#7, 9-10)                                       | [ 10 ]               |
| 2019 | BanG Dream! 2nd Season                                                                | Sanzigen                    | Guionista (#2, 9, 12)                                      | [ 11 ]               |
| 2019 | Kaguya-sama wa Kokurasetai: Tensai-tachi no Ren'ai Zunōsen                            | A-1 Pictures                | Composición de la serie Guionista (#1-2, 5, 7-8, 10-11)    | [ 12 ]               |
| 2019 | Carole & Tuesday                                                                      | Bones                       | Guionista (#3, 8, 13, 18, 22)                              | [ 13 ]               |
| 2020 | Jibaku Shōnen Hanako-kun                                                              | Lerche                      | Composición de la serie Guionista (#1-12)                  | [ 14 ]               |
| 2020 | BanG Dream! 3rd Season                                                                | Sanzigen                    | Guionista (#9, 12)                                         | [ 15 ]               |
| 2020 | IDOLiSH7 Second Beat!                                                                 | Troyca                      | Guionista (#5, 8)                                          | [ 16 ]               |
| 2020 | Kaguya-sama wa Kokurasetai? Tensai-tachi no Ren'ai Zunōsen                            | A-1 Pictures                | Composición de la serie Guionista (#1-2, 5-6, 9, 12)       | [ 17 ]               |
| 2021 | Kumo desu ga, Nani ka?                                                                | Millepensee                 | Guionista (#17, 21)                                        | [ 18 ]               |
| 2021 | Idoly Pride                                                                           | Lerche                      | Guionista (#3, 5-6, 8, 10)                                 | [ 19 ]               |
| 2021 | IDOLiSH7 Third Beat!                                                                  | Troyca                      | Guionista (#5-6)                                           | [ 20 ]               |
| 2021 | Shiroi Suna no Aquatope                                                               | P.A. Works                  | Guionista (#21)                                            | [ 21 ]               |
| 2021 | Gyakuten Sekai no Denchi Shōjo                                                        | Lerche                      | Guionista (#4-5, 9)                                        | [ 22 ]               |
| 2022 | Kaguya-sama wa Kokurasetai -Ultra Romantic-                                           | A-1 Pictures                | Composición de la serie Guionista (#1-2, 5-6, 9-10, 12-13) | [ 23 ]               |
| 2022 | Kakkō no Iinazuke                                                                     | SynergySP Shin-Ei Animation | Composición de la serie Guionista (#1-24)                  | [ 24 ] [ 25 ] [ 26 ] |
| 2022 | Mobile Suit Gundam: The Witch from Mercury                                            | Sunrise                     | Guionista (#8-9)                                           | [ 27 ]               |
| 2023 | Buddy Daddies                                                                         | P.A. Works                  | Guionista (#7-8, 11)                                       | [ 28 ]               |
| 2023 | Yamada-kun to Lv999 no Koi wo Suru                                                    | Madhouse                    | Composición de la serie Guionista (#1-13)                  | [ 29 ]               |
| 2023 | Mobile Suit Gundam: The Witch from Mercury Season 2                                   | Sunrise                     | Guionista (#13-14, 20, 23)                                 | [ 30 ]               |
| 2023 | World Dai Star                                                                        | Lerche                      | Composición de la serie Guionista (#1-2, 4-5, 7, 9, 11-12) | [ 31 ]               |
| 2023 | Shy                                                                                   | 8-Bit                       | Composición de la serie Guionista (#1-12)                  | [ 32 ]               |
| 2023 | Bikkurimen                                                                            | Lesprit                     | Guionista (#4)                                             | [ 33 ]               |
| 2024 | Mato Seihei no Slave                                                                  | Seven Arcs                  | Composición de la serie Guionista (#1-4, 8, 10-12)         | [ 34 ] [ 35 ]        |
| 2024 | Tensei Kizoku, Kantei Skill de Nariagaru                                              | studio MOTHER               | Composición de la serie Guionista (#1-4, 7, 11-12)         | [ 36 ] [ 37 ]        |
| 2024 | Shy 2nd Season                                                                        | 8-Bit                       | Composición de la serie Guionista (#1-2, 4, 8-9)           | [ 38 ] [ 39 ]        |
| 2024 | Hazure Waku no "Jōtai Ijō Sukiru" de Saikyō ni Natta Ore ga Subete wo Jūrin Suru made | Seven Arcs                  | Composición de la serie Guionista (#1-3, 10-12)            | [ 40 ] [ 41 ] [ 42 ] |
| 2024 | Isekai Shikkaku                                                                       | Atelier Pontdarc            | Composición de la serie Guionista (#1-12)                  | [ 43 ] [ 44 ]        |
| 2024 | Mecha-Ude                                                                             | TriF Studio                 | Composición de la serie Guionista (#1)                     | [ 45 ] [ 46 ] [ 47 ] |
| 2025 | Jibaku Shōnen Hanako-kun 2nd Season                                                   | Lerche                      | Composición de la serie Guionista (#1-12)                  | [ 48 ]               |
| 2025 | Jibaku Shōnen Hanako-kun 2nd Season Part 2                                            | Lerche                      | Composición de la serie                                    | [ 49 ]               |
| 2025 | Taiyō Yori mo Mabushii Hoshi                                                          | Studio Kai                  | Composición de la serie                                    | [ 50 ]               |
| 2026 | Mato Seihei no Slave 2                                                                | Passione Hayabusa Film      | Composición de la serie                                    | [ 51 ]               |
| 2026 | Awajima Hyakkei                                                                       | Madhouse                    | Composición de la serie                                    | [ 52 ]               |

### Películas
| Año  | Anime                                             | Estudio        | Funciones                                | Refs.  |
| ---- | ------------------------------------------------- | -------------- | ---------------------------------------- | ------ |
| 2015 | Fw:Hamatora                                       | Lerche         | Composición de la serie Guionista        | [ 53 ] |
| 2017 | Digimon Adventure tri. 4: Sōshitsu                | Toei Animation | Guionista                                | [ 54 ] |
| 2022 | Kaguya-sama: Love is War -First Kiss wa Owaranai- | A-1 Pictures   | Composición de la serie Guionista (#1-4) | [ 55 ] |
| 2025 | Kono Hon wo Nusumu Mono wa                        | Kagome         | Guionista                                | [ 56 ] |

### ONAs
| Año  | Anime              | Estudio | Funciones            | Refs.  |
| ---- | ------------------ | ------- | -------------------- | ------ |
| 2016 | Koro-sensei Quest! | Lerche  | Guionista (#4-8, 10) | [ 57 ] |

### OVAs
| Año  | Anime                                                          | Estudio      | Funciones                         | Refs.  |
| ---- | -------------------------------------------------------------- | ------------ | --------------------------------- | ------ |
| 2021 | Kaguya-sama wa Kokurasetai: Tensai-tachi no Ren'ai Zunōsen OVA | A-1 Pictures | Composición de la serie Guionista | [ 58 ] |